# Straße der Skulpturen

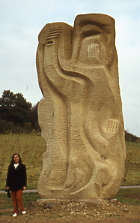
Shlomo Selinger: Requiem pour les Juifs d'Allemagne (1980)

De Straße der Skulpturen is een beeldenroute tussen de stad St. Wendel en de Bostelsee bij Nohfelden in de Duitse deelstaat Saarland.

## Geschiedenis
De beeldenroute is ontstaan uit een initiatief in 1971/1972 tot het houden van het Eerste Saarlandse Beeldhouwersymposium in St. Wendel, naar het voorbeeld van het eerste symposium voor steenbeeldhouwers, het Symposion Europäischer Bildhauer, van de Oostenrijkse beeldhouwer Karl Prantl in Sankt Margarethen im Burgenland. Vijftien kunstenaars uit 6 landen deden mee aan dit Internationale Steinbildhauer-Symposion St. Wendel. Door het vrijkomen van steenblokken bij baggerwerkzaamheden en de aanleg daarna van de Saarland-Rundwanderweg werd een aanleiding gevonden de beeldenroute Straße der Skulpturen te creëren. In 1977 gingen de eerste twee beeldhouwers hier aan de slag, waarbij de route werd opgedragen aan Otto Freundlich en diens idee van een Straße des Friedens. Tot 1988 werd het aantal beeldhouwwerken gestaag uitgebreid. Van 1993 af werd de route verder uitgebouwd, zodat thans 54 beelden van 48 kunstenaars, afkomstig uit 12 landen, zijn te zien.

## Europese Straße des Friedens
In 2002 werd de route samengevoegd met de uit een initiatief van de beeldhouwer Paul Schneider ontstane beeldenroute Steine an der Grenze. Deze route is eveneens gelegen in Saarland en telt 28 sculptures van 27 beeldhouwers, afkomstig uit 16 landen. Ook dit initiatief was voortgekomen uit het symposium van Karl Prantl.

## Deelnemende beeldhouwers (selectie)
- Hiromi Akiyama
- Franz Bernhard
- Elmar Daucher
- Herbert George
- Nikolaus Gerhart
- Edgar Gutbub
- Leo Kornbrust
- Kubach-Wilmsen
- Alf Lechner
- Takera Narita
- Franz Xaver Ölzant
- Karl Prantl
- James Reineking
- Gernot Rumpf
- Adolf Ryszka
- Robert Schad
- Paul Schneider
- Michael Schoenholtz
- Alf Schuler
- Shlomo Selinger
- Hans Steinbrenner

## Fotogalerij

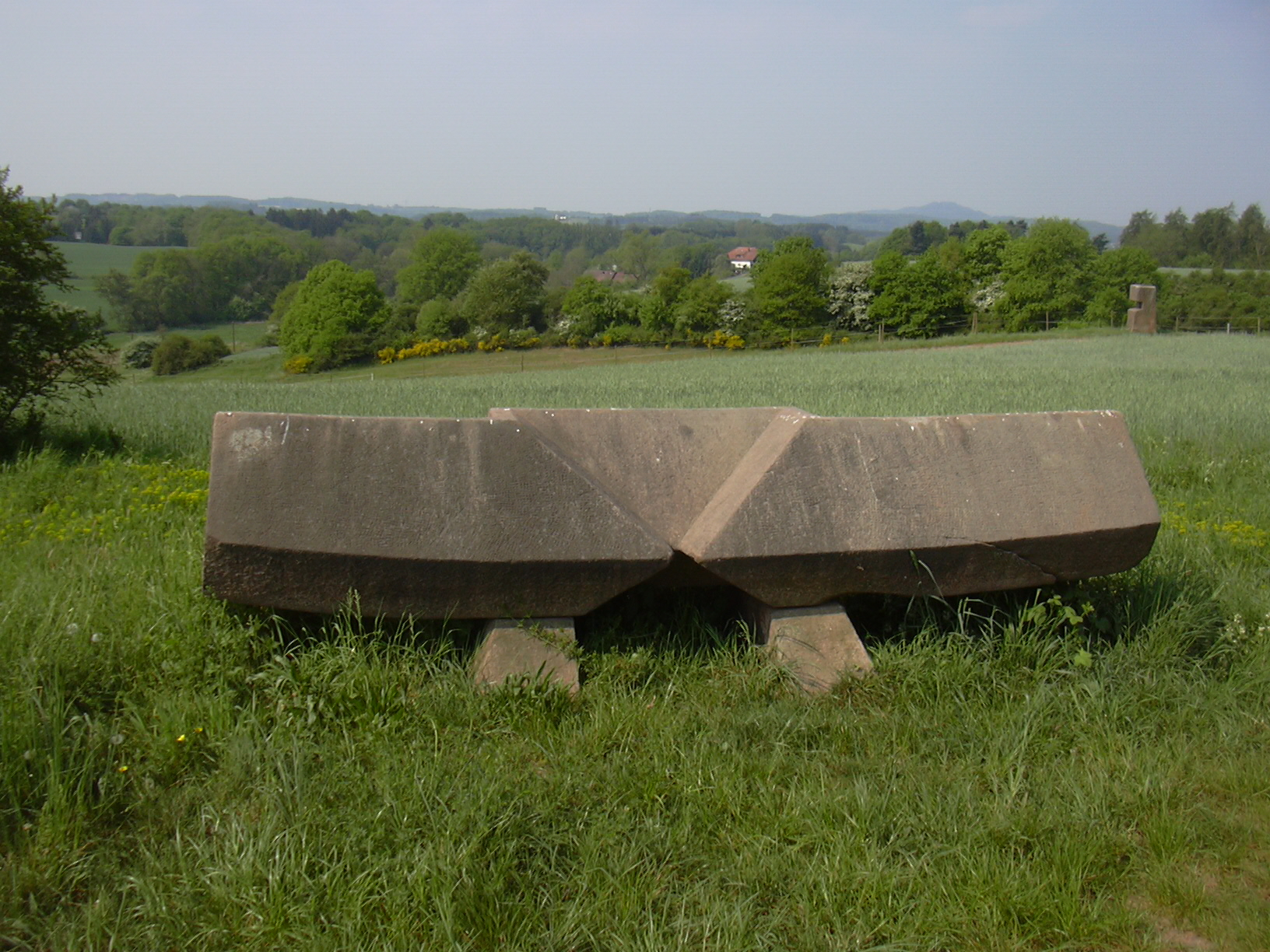
Takera Narita: Horizontale Entfaltung (1971)
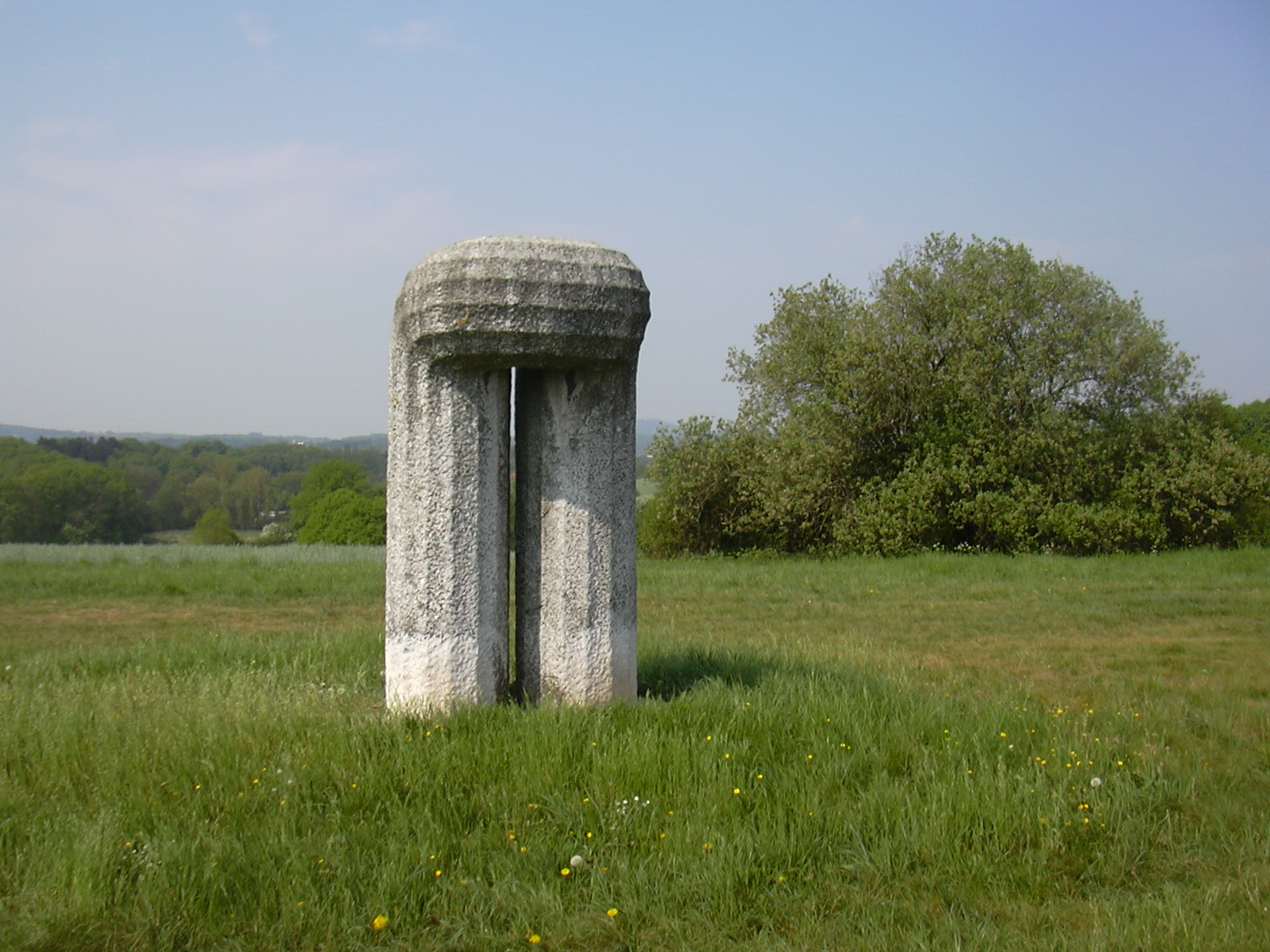
Kubach-Wilmsen: Erdsäule (1971)
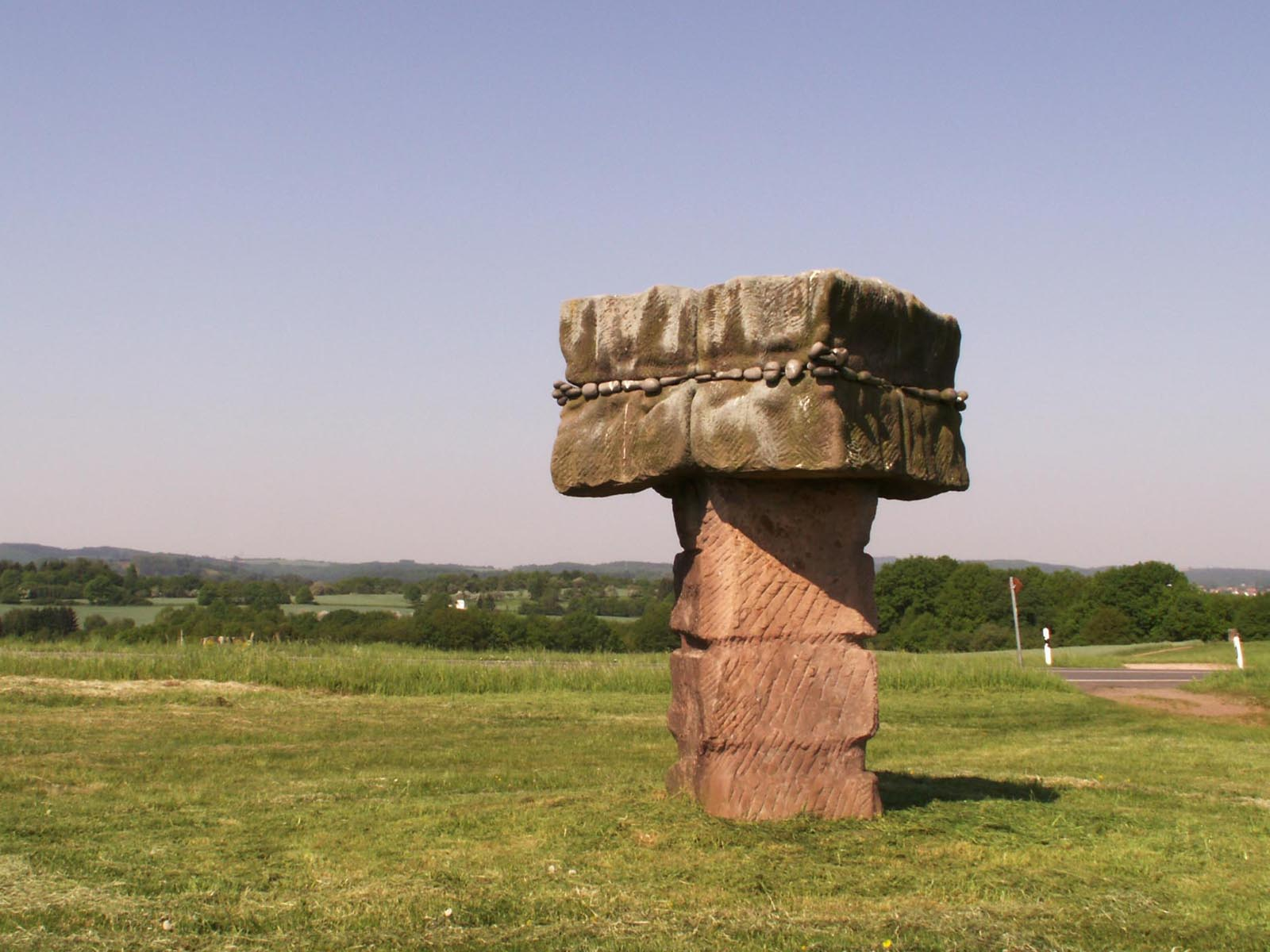
Gernot Rumpf: Zum Gedenken an das Grubenunglück in der Schwerspatgrube Eisen (1971)
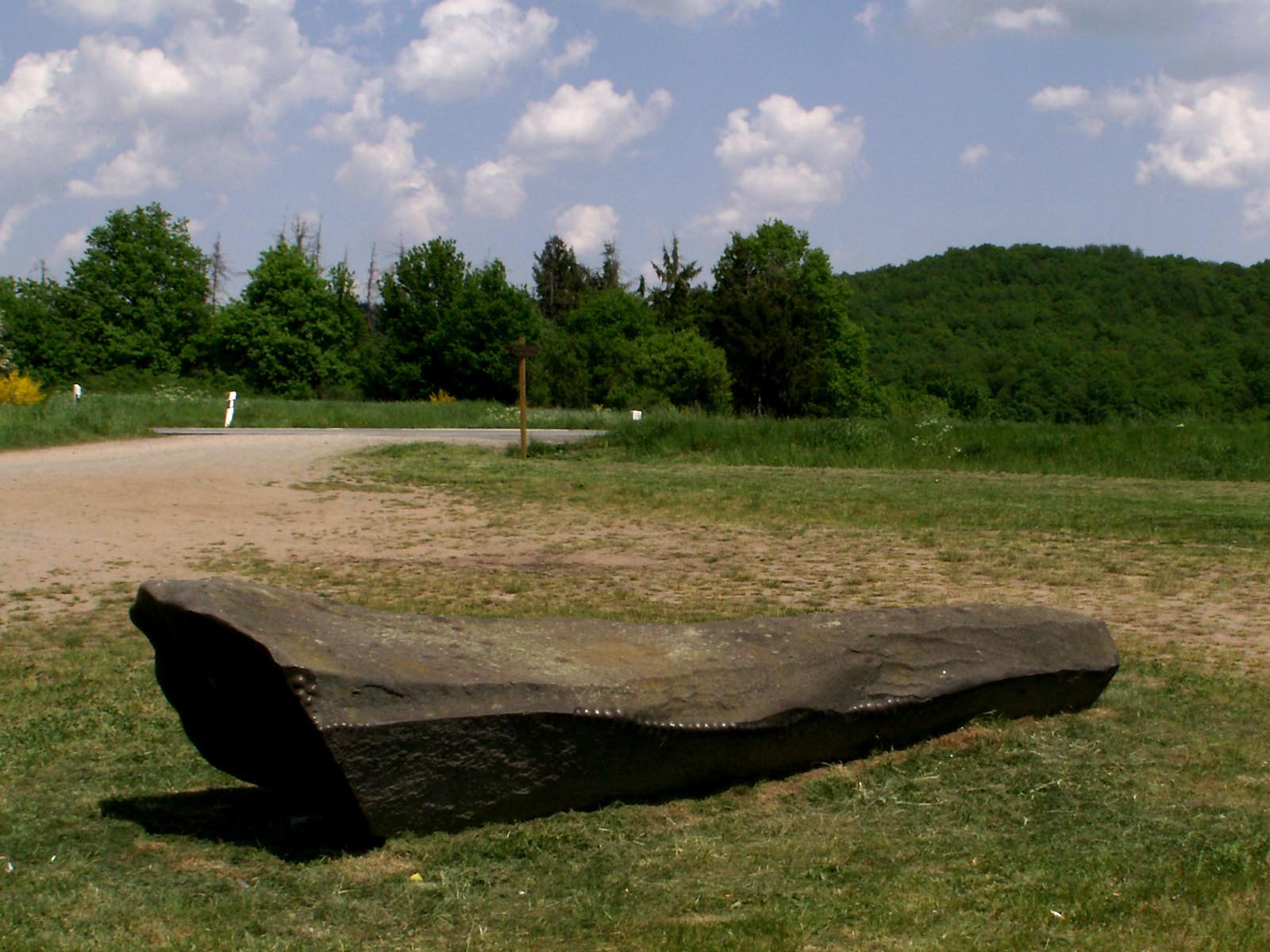
Karl Prantl: Ohne Titel (1971/72)
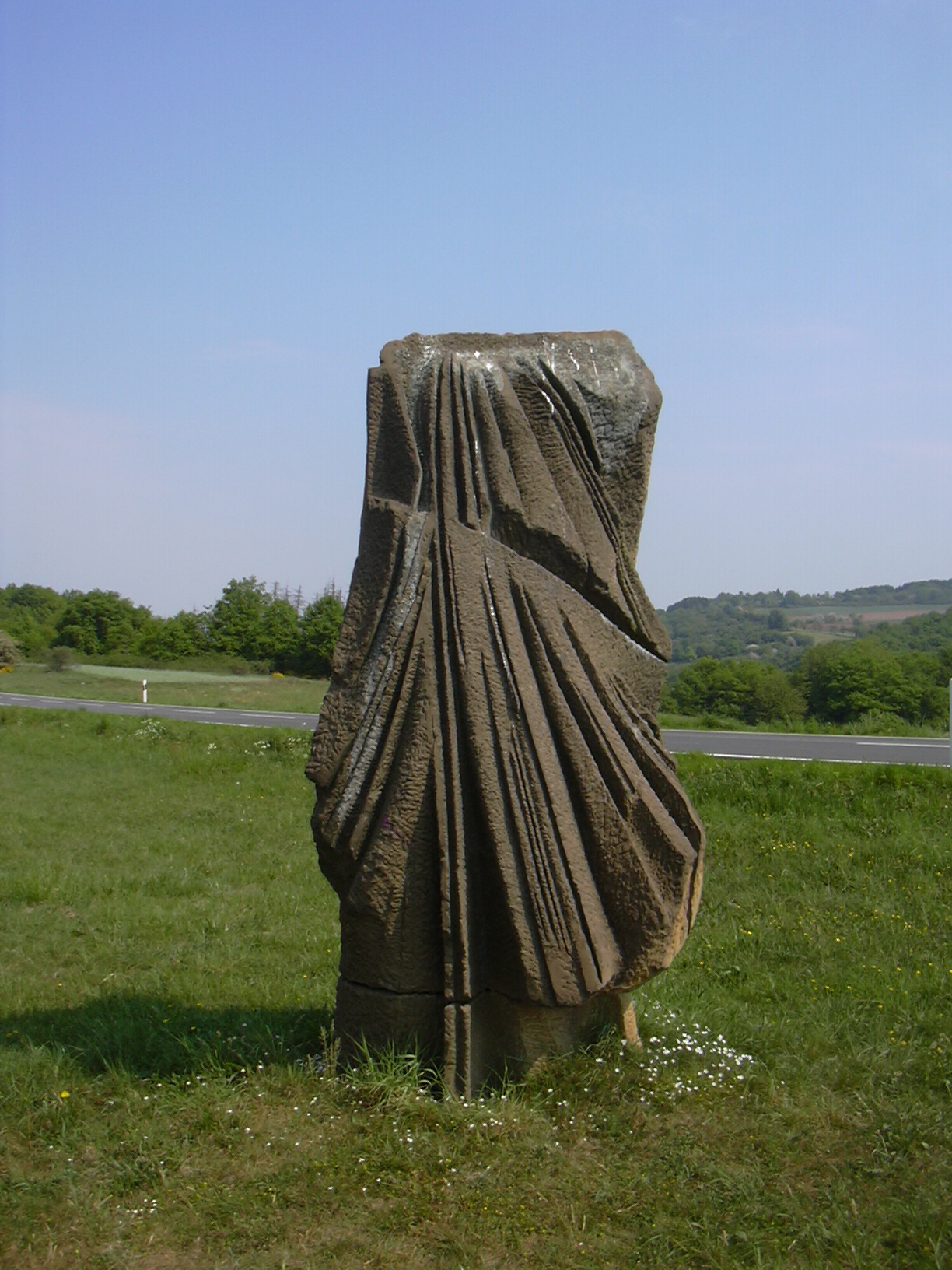
Gabi Beju: Nike (1972)
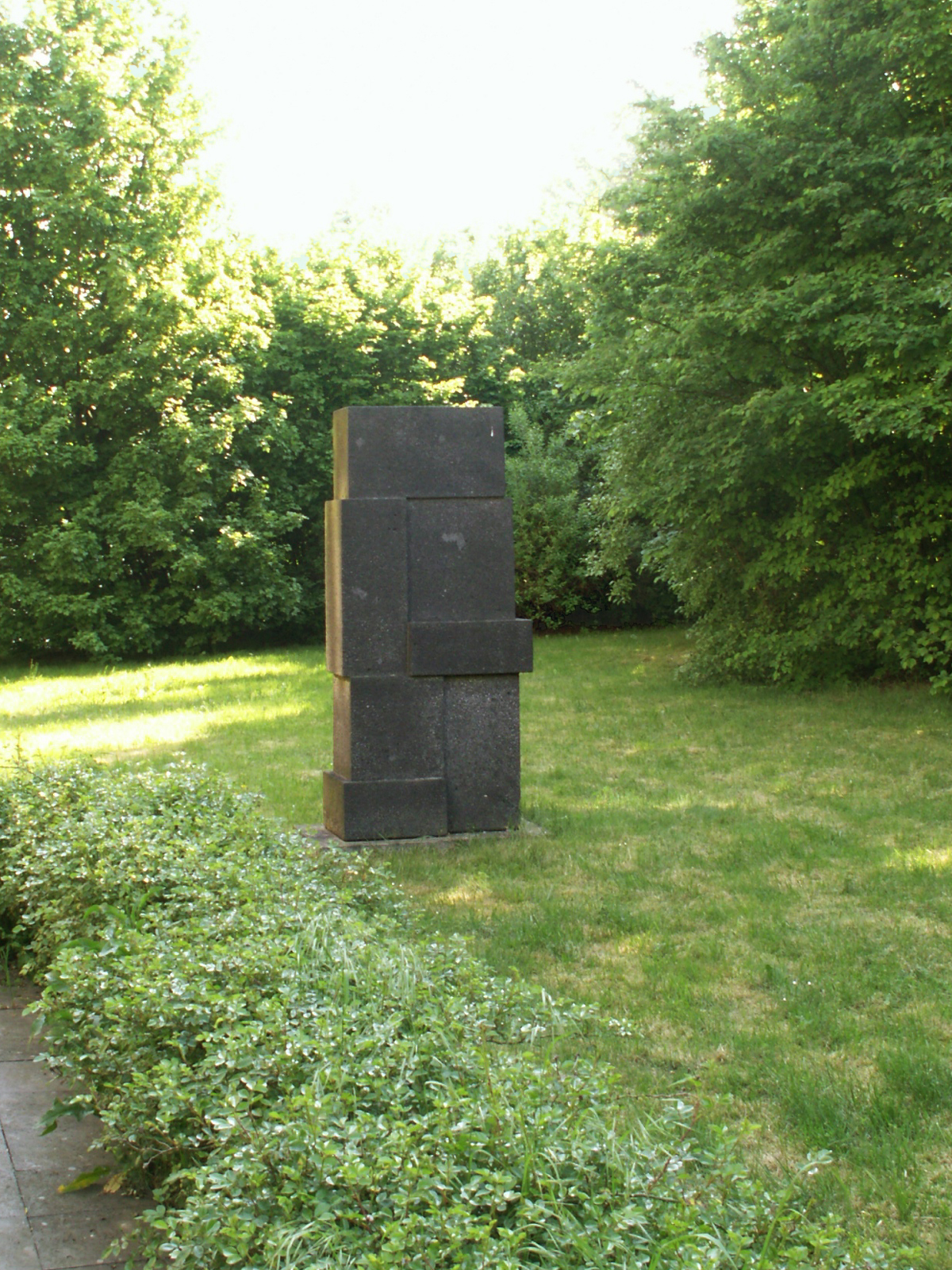
Hans Steinbrenner: Figur (1975)
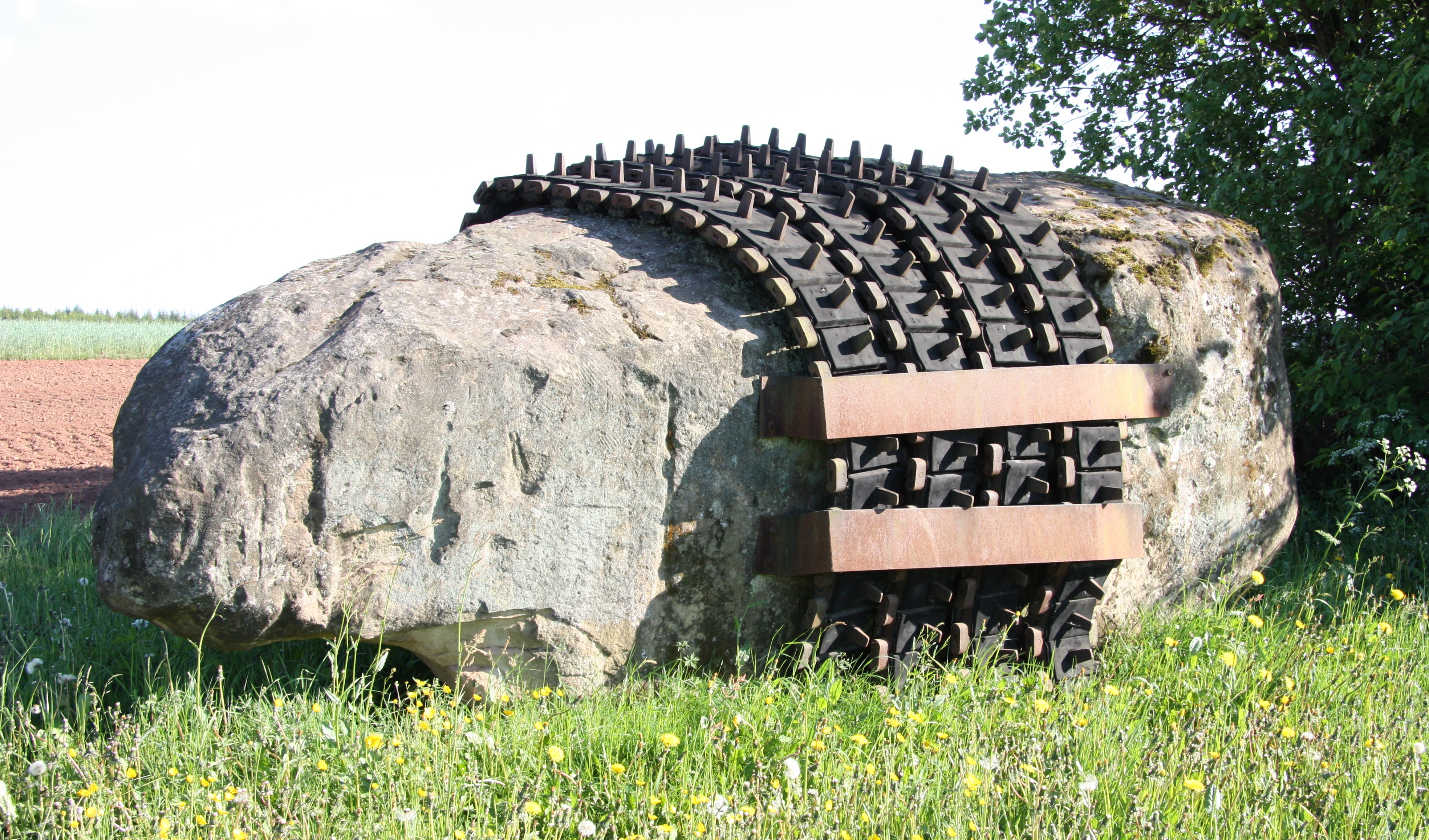
Hans-Jürgen Breuste: Overkill 1982
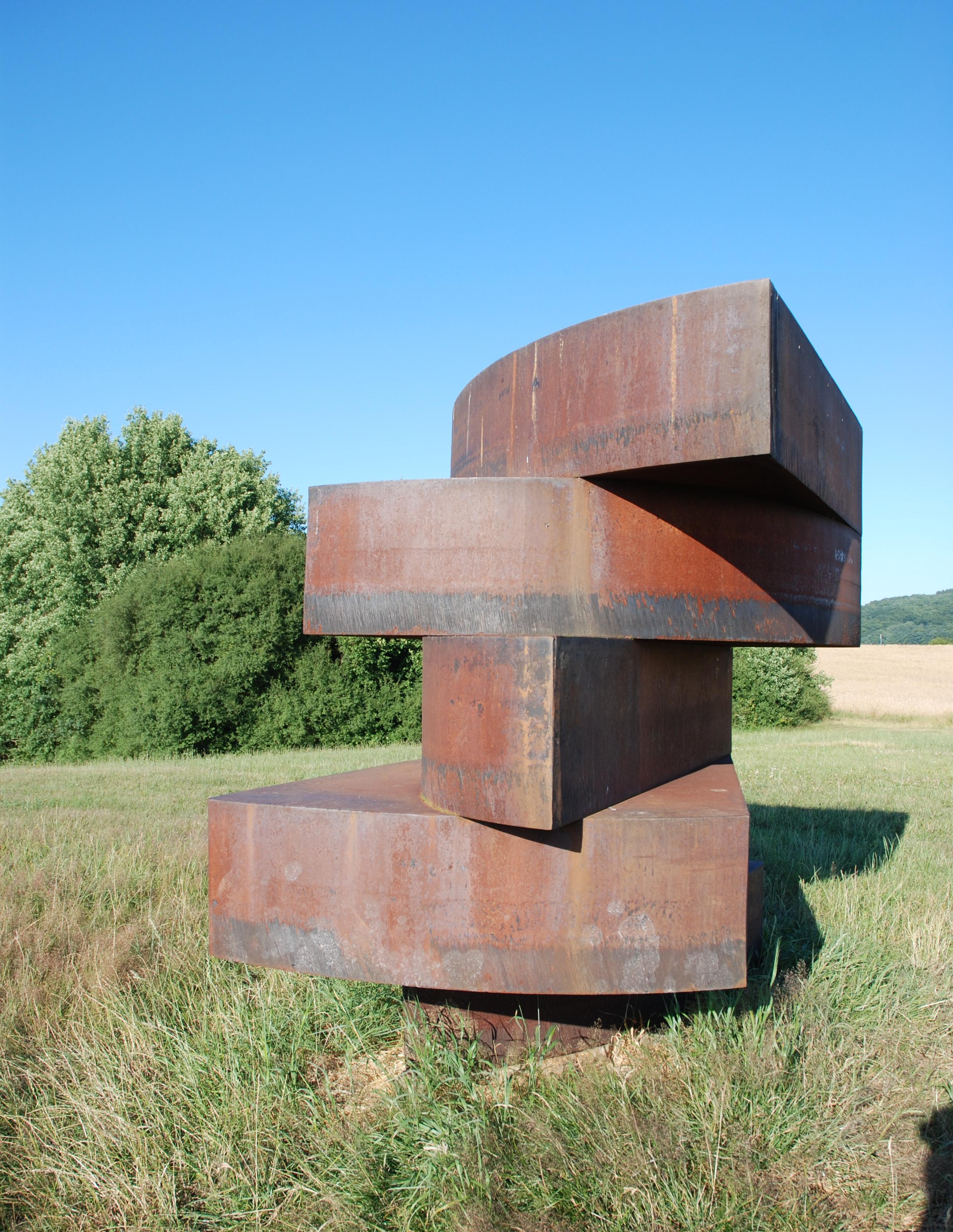
James Reineking: Untitled, for Leo (1996)